# Tercer Frente
Tercer Frente est une municipalité de Cuba dans la province de Santiago de Cuba. Son chef-lieu est la ville de Cruce de los Baños (de).

## Géographie

### Situation
La municipalité est dans le sud de l'île de Cuba, vers l'ouest de la province de Santiago de Cuba, dans la sierra Maestra.
Son chef-lieu Cruce de los Baños est à 813 km sud-est de La Havane et 81 km ouest-nord-ouest de sa capitale de province Santiago de Cuba (distances par route).

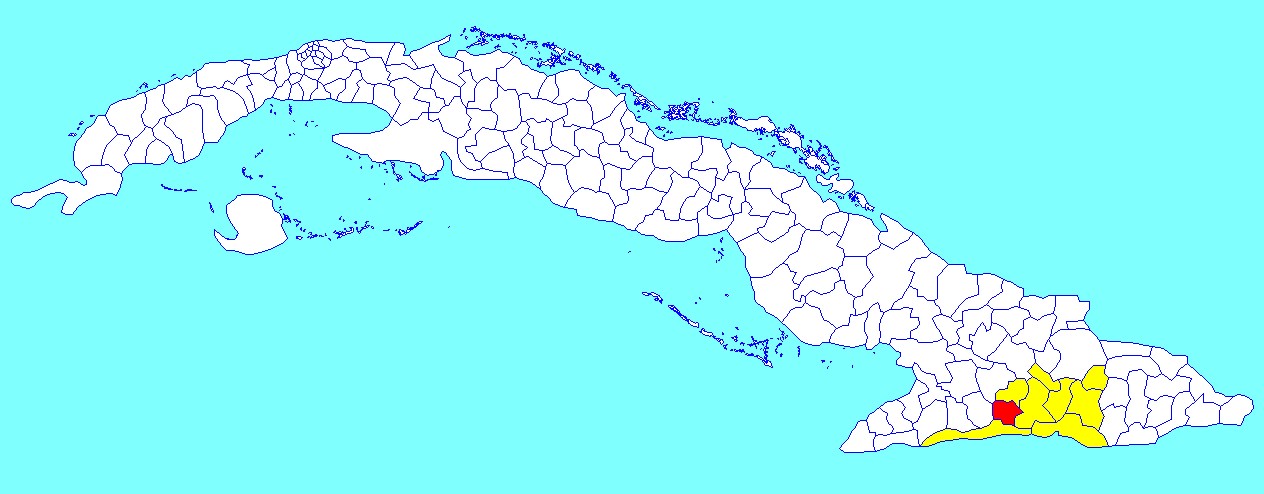
Municipalité de Tercer Frente dans la province de Santiago de Cuba

### Divisions administratives
La municipalité inclut huit consejos populares : 
- Matías
- Cruce de los Baños
- La Tabla
- Comecará
- Arroyo Rico
- El Laurel
- Las Bocas
- Filé

## Population
En 2022, la population de la municipalité était estimée à 30 237 habitants ; pour une surface de 369,6 km2, la densité de population est de 81,82 habitants/km².